# Cesare Battisti
Giuseppe Cesare Battisti (Trento, 4 de fevereiro de 1875 — Trento, 12 de julho de 1916) foi um geógrafo e político italiano, de cidadania austríaca. Inclui-se entre as mais importantes figuras do irredentismo italiano e considerado herói nacional.
Nasceu no Trentino quando esta região ainda fazia parte do Império Austro-Húngaro, filho de Cesare Battisti, comerciante, e da nobre Maria Teresa Fogolari.  Depois de ter frequentado o ginásio em Trento, transfere-se para Graz, onde se une ao grupo dos marxistas alemães, com os quais cria um jornal que será prontamente censurado. Posteriormente transfere-se para Florença, onde realiza  estudos na universidade. Gradua-se em 1898 em Letras e sucessivamente consegue uma segunda licenciatura em geografia. Seguindo os passos do tio materno, dom Luigi Fogolari (condenado à morte pelo governo austríaco, por conspiração, tendo posteriormente obtido clemência), abraça os ideais patrióticos do irredentismo.
Já formado, ocupa-se de estudos geográficos e naturalísticos, publicando alguns guias de Trento e de outros centros da região, além do importante volume "Il Trentino". Concomitantemente ocupa-se de problemas sociais e políticos e, comandando o movimento socialista trentino, luta para melhorar as condições de vida dos operários, pela Universidade italiana de Trieste e pela autonomia do Trentino. Em 1900 funda o jornal Il Popolo e o hebdomadário ilustrado Vita Trentina, que dirige por muitos anos.
Desejando combater pela causa trentina através da via parlamentar, em 1911  elege-se deputado do Reichsrat, o Parlamento de Viena. Em 1914 entra também na Dieta (assembleia) de Innsbruck.
Casou-se com Ernesta Bittanti (1871-1957) e teve três filhos: Luigi (1901-1946), Livia (1907-1978) e Camillo (1910-1982).

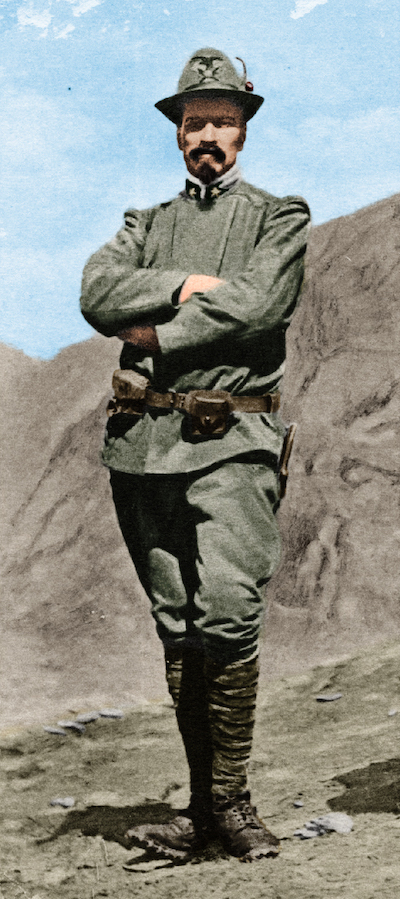
Battisti, como integrante dos Alpini (1915)

Quando estoura a Primeira Guerra Mundial, alista-se como voluntário no exército italiano. Capturato pelos Landesschützen, foi processado e enforcado por alta traição.
O quarto túnel na strada delle 52 gallerie do monte Pasubio, construído durante a Primeira Guerra Mundial, é nomeado em sua homenagem.